# Magna myops
Magna myops là một loài bướm đêm thuộc họ Erebidae. Nó được biết từ vùng núi của Sri Lanka. Có nhiều thế hệ một năm. Con lớn được ghi nhận quanh năm.
Sải cánh dài 15–19 mm.